# Општина Лерин
Општина Лерин (грч. Δήμος Φλώρινας, Димос Флоринас) је општина у Грчкој у Леринском округу, периферија Западна Македонија. Административни центар је град Лерин.

## Насељена места
Општина Лерин је формирана 1. јануара 2011. године спајањем 4 некадашњих административних јединица: Лерин, Доње Клештино, Овчарани и Кучковени.
- Општинска јединица Доње Клештино: Доње Клештино, Битуша, Буф, Велика Госпојина, Горњи Каленик, Горње Клештино, Доњи Каленик, Клабучишта, Кладороби, Негочани, Нови Кавказ, Опсирино, Месокамбос, Раково, Сакулево, Света Петка, Хасаново
- Општинска јединица Кучковени: Кучковени, Бел Камен, Вртолом, Станица Баница, Горњи Котори, Доњи Котори, Крапештина, Лаген, Лесковец, Махала, Негован, Неред, Песочница, Плешевица
- Општинска јединица Лерин: Лерин, Матешница, Арменово, Арменско, Горњи Неволјани, Кабасница, Лажени, Турје
- Општинска јединица Овчарани: Овчарани, Баница, Борешница, Врбени, Забрдени, Крушоради, Горњи Крушоради, Јуруково, Неокази, Петорак, Пополжани, Росен, Свети Атанасије, Сетина
- Бивша насеља: Елово, Калуђерица, Коњари, Попадија, Рахманли, Трсје.